# Jevaughn Powell
Jevaughn Powell (ur. 19 listopada 2000) – jamajski lekkoatleta specjalizujący się w biegach sprinterskich.
W 2021 zdobył srebrny medal młodzieżowych mistrzostw NACAC. Rok później został w Eugene wicemistrzem świata w sztafecie 4 × 400 metrów.
Złoty medalista mistrzostw Jamajki. Stawał na najwyższym stopniu podium CARIFTA Games.

## Osiągnięcia
| Rok  | Impreza                       | Miejsce   | Konkurencja             | Lokata     | Wynik           |
| ---- | ----------------------------- | --------- | ----------------------- | ---------- | --------------- |
| 2021 | Młodzieżowe mistrzostwa NACAC | San José  | bieg na 200 metrów      | 2. miejsce | 20,83           |
| 2022 | Mistrzostwa świata            | Eugene    | bieg na 400 metrów      | eliminacje | 46,42           |
| 2022 | Mistrzostwa świata            | Eugene    | sztafeta 4 × 400 metrów | 2. miejsce | 2:58,58         |
| 2023 | Mistrzostwa świata            | Budapeszt | sztafeta 4 × 400 metrów | 4. miejsce | 2:59,34 (elim.) |
| 2024 | Igrzyska olimpijskie          | Paryż     | bieg na 400 metrów      | półfinał   | 44,91           |

## Rekordy życiowe
- bieg na 200 metrów – 20,21 (19 lipca 2024, Gainesville)
- bieg na 400 metrów – 44,54 (7 czerwca 2024, Eugene)